# Hemidiaptomus
Hemidiaptomus là một chi động vật giáp xác Copepoda thuộc họ Diaptomidae, có các loài sau:
- Hemidiaptomus ignatovi G. O. Sars, 1903
- Hemidiaptomus monticola Weisig & Ali-Zade, 1938
- Hemidiaptomus rylovi Charin, 1928
- Hemidiaptomus tarnogradskii Rylov, 1926